# Sankta Valborgs kapell
Sankta Valborgs kapell är en privat kyrkobyggnad i Nässjö i Linköpings stift. Den ligger inom Norra Solberga-Flisby församling, men ägs och drivs av en förening. 

## Kyrkobyggnaden
I början av 1940-talet väcktes en tanke att bygga en friluftskyrka i Lövhult öster om Nässjö tätort. Man ville skapa ökad kontakt mellan kyrkan och idrottsrörelsen. I slutet av 1941 stod en öppen klockstapel färdig på en höjd mellan friluftsgården och hoppbacken i Lövhultsområdet. Den hade bekostats av Flugeby ullspinneri i Nässjö. 26 september 1945 bildades Stiftelsen Sankta Valborgs kapell i Lövhult. Hemmansägare skänkte mark där kapellet skulle placeras. Områdets befolkning var positiv till bygget då de hade långt till sin sockenkyrka. Först 1948 byggdes träkapellet och klockstapel flyttades till kapelltomten. Det kallas Sveriges första idrottskapell. Biskop Torsten Ysander invigde samma år kapellet som gavs namnet Sankta Valborgs kapell.
Kapellet byggdes till fyra år senare och rymmer idag 75-100 personer.
År 1951 tillkom Pilgrimsgrottan med en skulptur, "Meditation", av nässjösonen Axel Wallenberg.
Kyrkan förvaltades av en stiftelse men används bland annat av Nässjö församlings medlemmar vid dop och vigslar. År 1997 ändrades formerna för stiftelser och kapellet drivs sedan dess av Föreningen Sankta Valborgs Kapell i Lövhult. Kapellets namn är hämtat från ett medeltidskapell i Hultarp som var helgat åt Sankta Valborg.

## Inventarier
- Kyrkklockan i kapellet är en kopia av den gamla S:ta Valborgsklockan från Hultarp vilken nu förvaras i Historiska Museet i Stockholm.
- Till höger om entrén står Idrottsflickan, ett bronshuvud på en granitpelare, ett stort, leende flickansikte där vinden leker i håret och hon ser ut att ha en positiv attityd till livet. Skulptören är Axel Wallenberg.

### Orgel
- Orgeln är ett mekaniskt instrument byggt 1963 av J Künkels Orgelverkstad.

| Manual       | Pedal       | Koppel  |
| Gedackt 8’   | Rankett 16’ | Man/Ped |
| Rörflöjt 4’  |             |         |
| Principal 2’ |             |         |
| Oktava 1’    |             |         |